# March (Bade-Wurtemberg)
Pour les articles homonymes, voir March.
March est une commune de Bade-Wurtemberg (Allemagne), située dans l'arrondissement de Brisgau-Haute-Forêt-Noire, dans le district de Fribourg-en-Brisgau.

## Quartiers (Ortsteile)
March est composé de 4 villages distincts, Buchheim, Holzhausen, Hugstetten et Neuershausen, qui ont fusionné entre 1973 et 1974 et qui constituent aujourd'hui les différents quartiers de la commune.

### Armoiries des quartiers

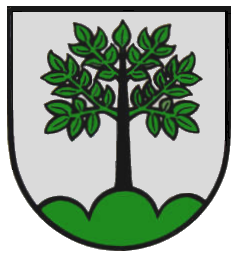
Buchheim
Holzhausen
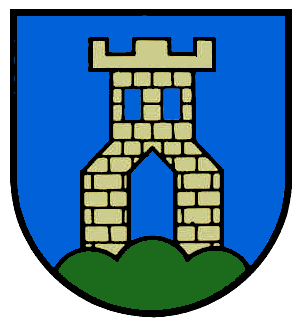
Hugstetten
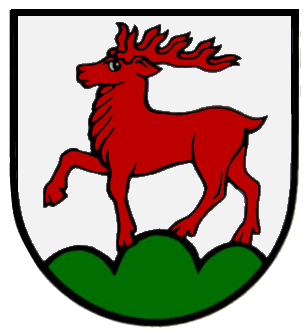
Neuershausen

## Jumelage
- Holzhausen, quartier de Leipzig (Allemagne)